# Klingenbach (Bühler, Heilberg)
Der Klingenbach ist ein Bach der Limpurger Berge im Gemeindegebiet von Bühlerzell im Landkreis Schwäbisch Hall im nordöstlichen Baden-Württemberg, der nach einem 6,6 km langen südöstlichen, dann östlichen, zuletzt nordöstlichen Lauf im Weiler Heilberg der Gemeinde von links in die obere Bühler mündet.
Viel weiter abwärts mündet im Wolpertshausener Dorf Cröffelbach ein weiterer Klingenbach von rechts in die untere Bühler.

## Geographie

### Quelle und Verlauf
Der Klingenbach entspringt ca. 3,0 km westlich von Bühlerzell-Geifertshofen auf etwa 487 m ü. NHN im großen Waldgebiet auf der Hochfläche der Limpurger Berge, zwischen den Gewannen Hasenbühl im Süden und Göbelsrain im Norden. Etwa 200 m weiter westlich in der sich bergwärts noch etwas fortsetzenden Talung findet sich bei einem Knick eines Holzabfuhrweges eine kleine, beständige Kuhle.
Der Bach fließt auf fast der ersten Hälfte seines Laufs mit Schwankungen nach Südosten, er erreicht nach gut einem Kilometer die etwa 6,4 ha große Rodungsinsel um die Teuerzer Sägmühle und speist dort den zugehörigen Mühlweiher. Etwa 1,8 km unterhalb der Quelle mündet von rechts der im Süden des Hasenbühls entstehende Heiligenbach; im Mündungswinkel steht der Heiligenbrunnen, eine zu jeder Jahreszeit stark schüttende Wasserstelle, die von zahlreichen aus weitem Umkreis anfahrenden Kanisterfüllern frequentiert wird.
Kurz danach quert, von der Kohlenstraße im Westen kommend, eine Fahrstraße das Tal, die nach Osten zu den Bühlerzell-Geifertshofener Höhenweilern Wurzelhof und Trögelsberg führt. Ein paar Schritte unterhalb der aus dem Tal herausführenden Steige fließt der Klingenbach in den Schärtlensweiher ein, bei ihm stand früher die Schärtlensmühle, von der nichts mehr zu sehen ist. Von rechts fließt ein weiteres Waldgewässer in den alten Mühlenweiher, der Bach durch die Schärtlensklinge, die von Westen aus Richtung der Kohlenstraße heranzieht.
Danach setzt der Klingenbach zu einer langsamen Linkswendung an, etwa 3,2 km unterhalb seines Ursprungs erreicht er die Flurgrenze, hier mündet von rechts der Bach durch die Falchenklinge, der an der Kohlenstraße seinen Lauf beginnt. Von nun an fließt der Klingenbach fast seinen ganzen restlichen Lauf in Richtung Osten, zunächst zwischen noch beiderseits waldbestandenen Hängen am einsamen Reitenhaus vorbei, wenig später klettert links die Waldgrenze den Hang hoch und zieht hinter dem auf der oberen Hangkante sitzenden Weiler Säghalden vorbei, um dann weiter talab ganz nach Norden abzuknicken und den linken Bergausläufer Schollenberg waldfrei zu lassen. Gegenüber der Säghalden mündet zunächst ein weiterer Zufluss von rechts, der von Immersberg herabziehende Kohlhaldebach. Wenig danach steht am mittleren rechten Hang in kurzzeitig offener Flur einzeln das Brunnenhaus und darüber, auf der Kammlinie des rechten Bergausläufers zwischen dem Klingenbach- und dem Hambachtal dahinter, der Weiler Gantenwald. Dann tritt gegenüber dem Schollenberg im Norden, an dessen Hang Klingenhalde sich eine auffällige Böschungstreppe zeigt, ans rechte Ufer der Hangwald Gantenwald.
Nach etwa 6,0 km ab seiner Quelle unterquert der Bach die K 2632 Gantenwald–Heilberg, vereint sich dann gleich mit seinem größten Nebenbach Hambach und fließt danach den restlichen halben Kilometer seines Laufes in Richtung von Straße und zufließendem Hambach nach Nordosten bis nach Heilberg, wo er an der linken Seite der dortigen Straßenbrücke über die Bühler nach 6,6 km Laufs auf etwa 388 m ü. NHN von links in diese mündet.
Wenig vorher zweigt noch nach links der Tiefegraben in die Aue der Bühler ab, der erst nach etwa 0,8 km Parallellaufs zum Fluss nach Vereinigung mit dem von Westen kommenden Gunzenbach in ihn mündet.

### Einzugsgebiet
Der Klingenbach hat ein Einzugsgebiet von 13,1 km² Größe, zu dem sein großer Zufluss Hambach fast die Hälfte beiträgt. Es liegt, naturräumlich gesehen, in den Unterräumen Limpurger Berge und auch – mit dem Teileinzugsgebiet des Hambachs – Sulzbacher Wald der Schwäbisch-Fränkische Waldberge. Der höchste Punkt liegt auf dem Gipfel des 564,7 m ü. NHN hohen Altenbergs an der Südostspitze des Einzugsgebietes, wo ein bis auf 600 m ü. NHN hoch ragender Aussichtsturm einen Rundblick über das Einzugsgebiet und weit darüber hinaus erlaubt.
Im Nordwesten im Quellbereich am Hasenbühl grenzt es kurz an das des Fischach-Zuflusses Weiler Bach, im Nordosten an das des Geifertshofener Schleifseebachs und des Gunzenbachs, die beide unterhalb des Klingenbachs zur Bühler laufen. Auf deren Abschnitt oberhalb bis hinauf nach Heilberg nimmt diese Konkurrentin noch einige sehr kurze Zuflüsse aus der Gegend von Trögelsberg auf. Vom Weiler Heilberg an zieht die Wasserscheide in südlicher Richtung den gleichnamigen Berg hoch, der im spitzen Mündungswinkel von Klingenbach und Bühler liegt, bis nach Stockhäusel; bis hierher gibt es jenseits der Scheide keine bedeutsamen Zuflüsse zur Bühler. Vom Stockhäusel an zieht sie dann südlich bis südwestlich weiter aufwärts bis zum Nordgipfel des Altenbergs, jenseits konkurriert hier der weiter flussaufwärts in die Bühler mündende Gerabronner Bach. Auf diesem höchsten Berg der Limpurger Berge knickt die Wasserscheide um nach Westen und folgt schon bald recht getreu der Trasse der Kohlenstraße, jenseits fließen nacheinander erst Nägelesbach, dann dessen Zufluss Heiligenbach und der Mühlenbach auf Sulzbach-Laufener Gebiet zum Kocher. Vom Austritt der Straße aus der Kohlwalder Rodungsinsel an zieht diese bis zum Hasenbühl forthin beständig nach Nordwesten, jenseits dieser Höhenstraße entwässert der Irsbach im Südwesten über den Eisbach zum Kocher.

### Zuflüsse und Seen
Liste der Zuflüsse und  Seen von der Quelle zur Mündung. Gewässerlänge, Seefläche, Einzugsgebiet und Höhe nach den entsprechenden Layern auf der Onlinekarte der LUBW. Andere Quellen für die Angaben sind vermerkt.
Ursprung des Klingenbachs auf etwa 477 m ü. NHN nordwestlich des ehemaligen Militärdepots im Hasenbühl und südöstlich des über den Göbelsrain ziehenden Waldwegs. Der Bach fließt zunächst südöstlich.

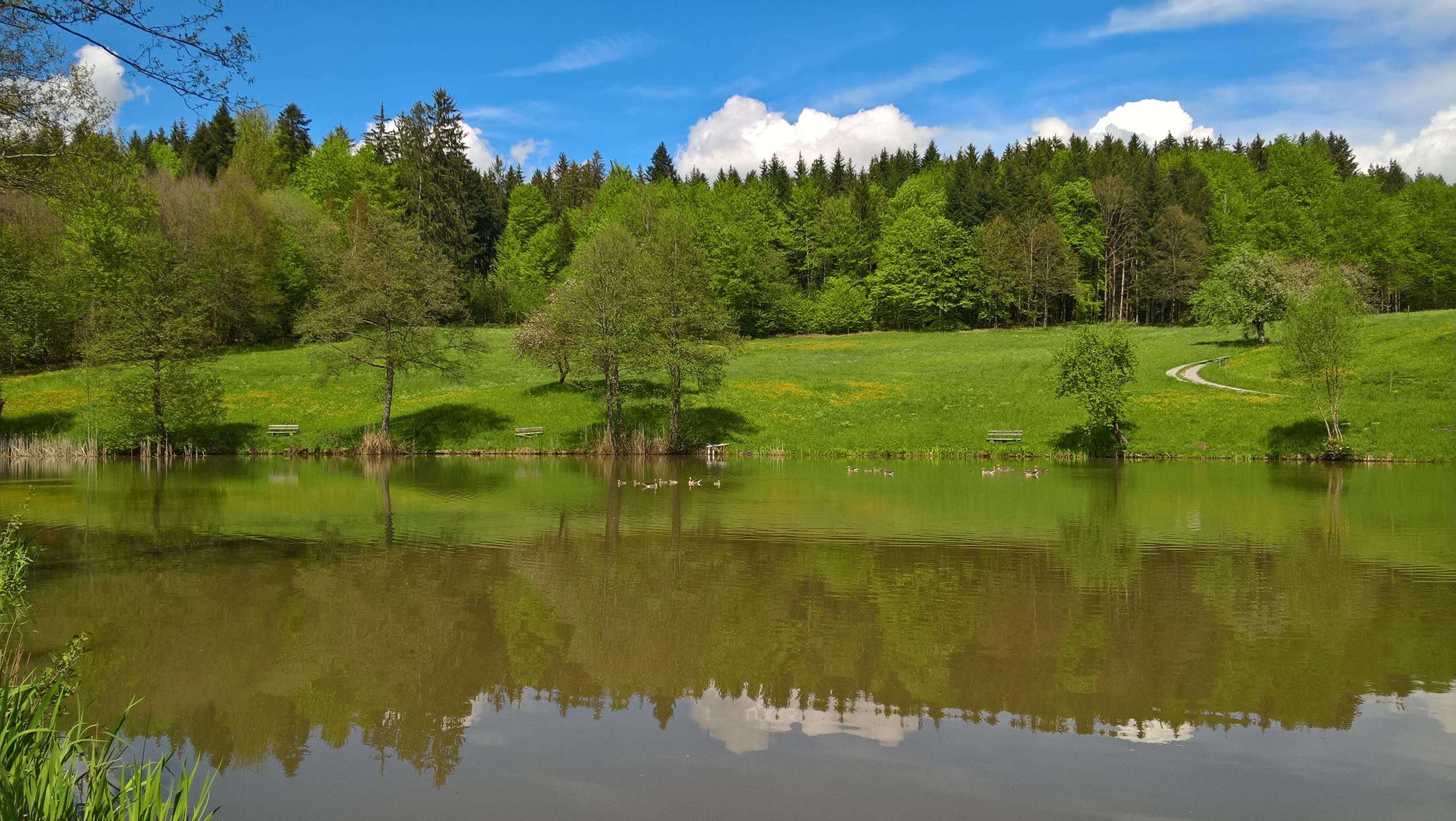
Der Teuerzer Sägmühlweiher wird vom obersten Klingenbach durchflossen

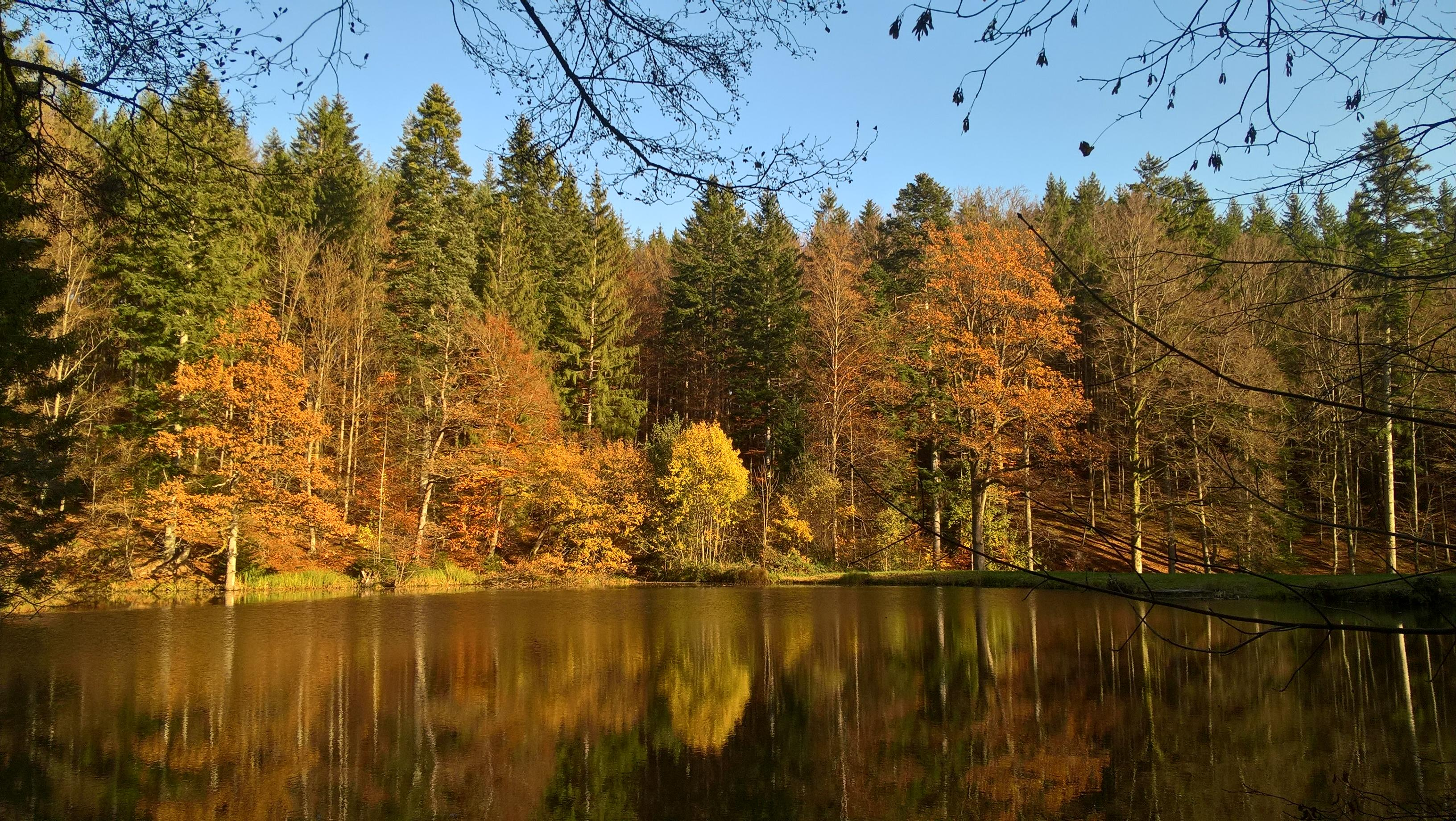
Auch der Schärtlensweiher war einst ein Mühlteich

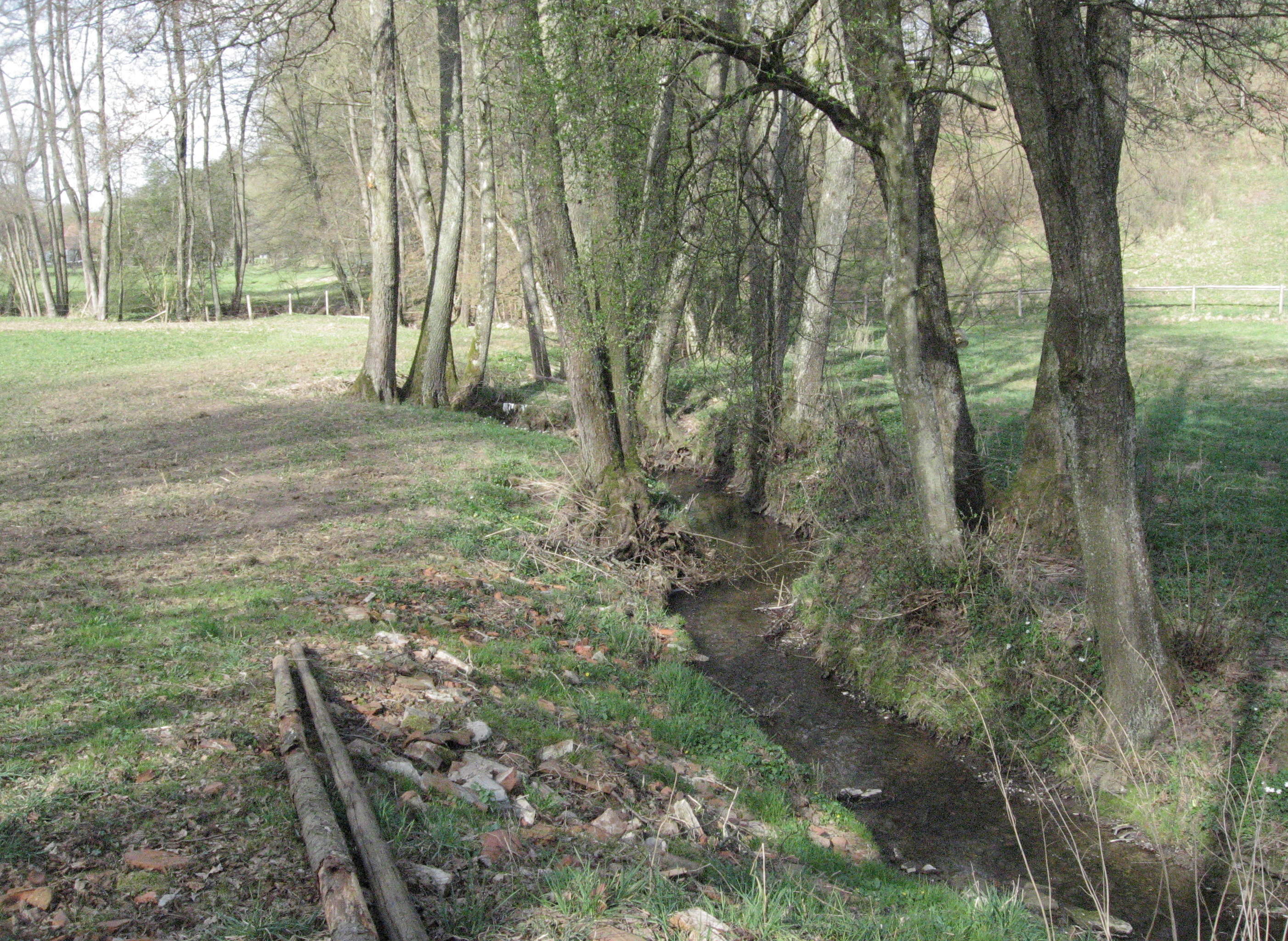
Der Hambach, größter Zufluss des Klingenbach, kurz vor dem Zusammenfluss

- Durchfließt auf etwa 475 m ü. NHN einen Teich in einer Waldweggabel zwischen Hasenbühl im Süden und Weißer Lache im Norden, unter 0,1 ha.
- Durchfließt auf 458,7 m ü. NHN[LUBW 8] den Teuerzer Sägmühlweiher bei der Teuerzer Sägmühle, 0,7 ha.
- Heiligenbach, von rechts und Westnordwesten auf 445,2 m ü. NHN[LUBW 9] wenig vor der querenden Straße von Geifertshofen zur Kohlenstraße, 1,4 km und ca. 0,7 km². Entsteht auf etwa 483 m ü. NHN seitlich des dem ehemaligen Militärdepot im Süden entlanglaufendem Waldwegs.
In der Mündungsgabel steht der recht kräftig in einen Trog schüttende Heiligenbrunnen.
- Durchfließt auf etwa 435 m ü. NHN den Schärtlensweiher gleich nach der beim vorigen genannten querenden Straße, 0,7 ha.
- (Bach aus der Schärtlensklinge), von rechts und Westen im Schärtlensweiher, 0,6 km und über 0,2 km². Entsteht auf etwa 468 m ü. NHN im Nordteil des Waldes Falchen.
- Mehrere kleinere Zuflüsse vor allem von rechts aus dem Falchen, die längsten ihrer kleinen Nebenklingen erreichen gegen 0,4 km Länge.[LUBW 10]
- (Bach aus der Falchenklinge[LUBW 11]), von rechts und Südwesten auf etwa 432 m ü. NHN am Beginn der offenen Talaue, 1,2 km und ca. 0,8 km². Entsteht auf etwa 467 m ü. NHN neben der Kohlenstraße im Waldgewann Brand.
Der Bach hat ein angesichts seiner Kürze sehr feingliedrig verzweigtes System von Zuflüssen aus kleinen Nebenklingen. Neben dem links begleitenden Waldweg liegen am Mittellauf der Falchenbrunnen und  ein Hangteich von unter 0,1 ha. auf etwa 440 m ü. NHN.
Ab diesem Zufluss läuft der Klingenbach etwa in Richtung Osten.
- Kohlhaldebach, von rechts und Südwesten auf etwa 408 m ü. NHN zu Füßen des Weilers Säghalden auf dem Gegenhang, 0,9 km und ca. 0,5 km². Entspringt auf etwa 460 m ü. NHN einer Quelle am Nordostrand des Weilers Immersberg.
- Hambach („Hahnbach“)[LUBW 4], von rechts und aus dem Westsüdwesten auf etwa 394 m ü. NHN etwa 200 Meter vor den ersten Häusern des Weilers Heilberg, 4,7 km auf dem Namenslauf und 5,3 km mit dem längeren Oberlauf Kohlwaldbach sowie 6,2 km².[LUBW 12] Entsteht auf etwa 465 m ü. NHN nördlich des Sulzbach-Laufener Vogelhöfles an der Kohlenstraße, dort K 2632.
    Zuflüsse im Artikel
Der Klingenbach fließt ab diesem Zufluss nordöstlich, er selbst hat bis zu diesem Zufluss eine Länge von 6,0 km und ein Einzugsgebiet von 6,7 km².[LUBW 12]
- → (Abgang des Tiefegrabens), nach links auf etwa 381 m ü. NHN in Heilberg etwa 100 Meter vor der Mündung, 0,8 km und ca. 1,8 km². Dieser fließt in der linken Bühleraue, nimmt den Steinbach und den bedeutenderen Gunzenbach auf und mündet gleich danach auf 386,5 m ü. NHN[LUBW 9] zwischen Heilberg und Bühlerzell ebenfalls von links in die Bühler. Zufluss vom Klingenbach wohl nur, wenn dieser Hochwasser führt.

Mündung des Klingenbachs von links und zuletzt Südwesten auf etwa 388 m ü. NHN in Heilberg neben der Flussbrücke in die obere Bühler. Der Klingenbach ist 6,6 km lang und hat ein Einzugsgebiet von 13,1 km².

### Gemeinden und Ortschaften

#### Gebietsanteile
Der Klingenbach fließt gänzlich auf dem Gebiet der Gemeinde Bühlerzell, der größte Teil seines Laufs etwa bis zum Hangwald Gantenwald seines östlichen Unterlaufes hinunter liegt in deren Teilgemarkung Geifertshofen, der restliche in deren Teilgemarkung Bühlerzell.
Noch oberhalb der Quelle des Klingenbaches gehört ein kleiner Zwickel von unter 8 ha. seines Einzugsgebietes zur Teilgemarkung Mittelfischach der Gemeinde Obersontheim. Etwas südlich hiervon ragt das Einzugsgebiet wenig über die längs der Kohlenstraße gezogene Grenze zwischen Bühlerzell und Sulzbach-Laufen hinaus nach Westen, dieser Schnipsel gehört der Sulzbacher Teilgemarkung ebenso an wie die rechte obere Falchenklinge und vor allem ein weites Gebiet im Süden. Es liegt überwiegend rechts der Platzklinge auf ihrem Abschnitt bis hinunter zur Hambacher Mühle, in welcher ein linker Zweig von diesem und dann der Hambach fließt. Insgesamt gehören so fast 4 km² des gesamten Einzugsgebietes zur Gemarkung Sulzbachs.

#### Siedlungsplätze
Auf der Geifertshofener Teilgemarkung Bühlerzells liegen die Teuerzer Sägmühle und das Reitenhaus im Klingenbachtal; der Weiler Säghalden und das Brunnenhaus auf und an seinem Hang; der Weiler Immersberg sowie der westliche Teil des Weilers Gantenwald auf dem Höhenrücken zwischen unterem Klingenbach- und Hambachtal; die Hambacher Mühle im Hambachtal.
Auf der Bühlerzeller Teilgemarkung Bühlerzells liegen der östliche Teil des Weilers Gantenwald, das Einzelhaus Hölzle im untersten Hambachtal, das Stockhäusle östlich über dem rechten Hang der diesem zulaufenden Rotklinge, nahe der K 2631 Heilberg-Wegstetten, und der Weiler Heilberg an der Mündung in die Bühler, der mit etwa 130 Einwohnern bedeutendste Siedlungsplatz teilweise im Einzugsgebiet.
Auf der Sulzbacher Teilgemarkung von Sulzbach-Laufen liegen die meisten gruppenweise verstreuten Häuser der Kohlwalder Rodungsinsel im Einzugsgebiet, nämlich je ein Schnipsel von Weißenhaus und Stöckenhof; ganz Vogelhöfle, Jörgenhaus, Hohl, Wannenhaus, Schaufelhaus, Gottle(n)shaus, Hof sowie eine anscheinend unbenannte Häusergruppe im Süden der Rodungsinsel. Ebenfalls zur Sulzbacher Teilgemarkung gehört in der Hohenberger Rodungsinsel der nördliche Teil von Hohenberg selbst sowie der Einzelhof Uhlbach.
Insgesamt ist die Siedlungsdichte sehr gering, selbst im Vergleich zu den anderen Gemeindeteilen der für die Verhältnisse des zu großen Teilen ländlich geprägten Landkreises mit 43 bzw. 57 Einwohnern/km² wenig bevölkerten Gemeinden Bühlerzell und Sulzbach-Laufen, weil weite, völlig unbesiedelte Waldflächen das Einzugsgebiet bedecken, besonders in dessen nördlichem Teil.

## Geologie
Der Klingenbach ist ein Bach des Mittelkeupers. Er entsteht an der Grenze der Oberen Bunten Mergel (Mainhardt-Formation) zum darunter liegenden Kieselsandstein (Hassberge-Formation) und hat sich schon vor der Teuerzer Sägmühle bis in die Unteren Bunten Mergel (Steigerwald-Formation) eingetieft. Etwa am Reitenhaus liegt der Talgrund in Schichthöhe des Schilfsandsteins (Stuttgart-Formation) und wenig vor dem Zusammenfluss mit dem Hambach bis zur Mündung streicht an den unteren Talflanken erst das Klingenbach-, dann das Bühlertals sogar Gipskeuper (Grabfeld-Formation) aus. Der Bach läuft schon nach dem Zufluss des Heiligenbachs in einem Auensedimentstreifen.
Die den größten Teil Hochflächen bedeckende, am weitesten verbreitete Schicht im Einzugsgebiet ist der Kieselsandstein. Westlich des Klingenbach-Ursprungs liegt zuoberst noch eine Insel aus Stubensandstein (Löwenstein-Formation), der im Teileinzugsgebiet des Hahnbachs den Großteil der Hochflächen einnimmt. Dieser entspringt sogar in dieser Schicht. Am Südostzwickel des Einzugsgebietes im Aufstieg zum Altenberg lagern darauf noch Knollenmergel (Trossingen-Formation) und darüber ein kleines Bergplateau aus Schwarzjura.

## Natur und Landschaftsbild
Etwa die Hälfte des Klingenbachlaufes liegt in Waldgebieten, die auch zwei Drittel des Einzugsgebietes bedecken und worin der Mischwald dominiert. Um die erste Hälfte des Klingenbachlaufes liegt ein geschlossenes Waldgebiet. In der freien Flur der Tallagen kommt fast nur Grünland vor, der Ackerbau beschränkt sich fast ganz auf die Bereiche über der oberen Hangkante: bei Säghalden, um Gantenwald und Immersberg, vor allem im Einzugsbereich des Hambachs nahe der Kohlenstraße, also in der Kohlwälder und Hohenberger Rodungsinsel. Er nimmt auch in diesen Bereichen bei weitem nicht die gesamte Fläche ein.
Der Klingenbach beginnt seinen Lauf in unscheinbarer, sich nur langsam eintiefender Mulde. Auf den begleitenden flachen Höhen sind die Wälder mancherorts, etwa im Grünen Hölzle nördlich der Teuerzer Flurinsel, von gefällelosen Wassergräben durchzogen; an den Wurzeltellern und -löchern gefällter Bäume erkennt man hier, dass unterhalb einer schwarzen Humusschicht von schwankender Dicke schon bald gelbe, bröckelige Sandsteine anstehen. Unterhalb der Teuerzer Mühle, ab wo ein Waldweg dem Klingenbach bis an den Fuß der Säghalden folgt, prägen kleinräumige Mäander mit kleinen Sandbänken im Lauf und zurückgelassenen Altwassern seine waldige Talaue. Die anfangs nicht sehr steilen Seitenhänge sind auch hier noch recht feucht, selbst noch nach dem Zulauf der Falchenklinge halten sich am hier schon steilen rechten Hang das ganze Jahr über nicht abtrocknende Nässungsflächen, an denen Bärlappsprosse über dunkelgrüne Moospolster kriechen. Im Weidenhang unterhalb der Säghalden sind an flächenhaften Verkrautungen ausstreichende Quellhorizonte zu erkennen.
Der ganze Unterlauf in der Flur mit seinen freien Seitenhängen bis hinab nach Heilberg ist Landschaftsschutzgebiet. Die Talbereiche von unterhalb der Teuerzer Sägmühle bis zum Zulauf des Hambachs sind FFH-Gebiet.

## Wanderwege
Ein Wanderweg von Geifertshofen im Osten führt an der Teuerzer Sägmühle ins Klingenbachtal und erreicht dort nach Überqueren des Weiherdamms ein Wanderwegedreieck. Weiter in Richtung Westen führt eine waldreiche Trasse durch den Hasenbühl, über die Kohlenstraße, die Brünststraße und das mittlere Eisbachtal nach Gaildorf. Ein anderer Weg folgt dem Klingenbachtal selbst talab nach Südosten und dann Osten bis unterhalb der Säghalde, wo er sich mit einem Wanderweg vom Altenberg im Süden vereint und nach Aufstieg auf den Schollenberg über die Denzelhalde Geifertshofen oder über Trögelsberg und das Gunzenbachtal Bühlerzell erreicht.

### LUBW
Amtliche Online-Gewässerkarte mit passendem Ausschnitt und den hier benutzten Layern: Lauf und Einzugsgebiet des Klingenbachs

Allgemeiner Einstieg ohne Voreinstellungen und Layer: Daten- und Kartendienst der Landesanstalt für Umwelt Baden-Württemberg (LUBW) (Hinweise)
1. 1 2 3 4  Höhe nach dem Höhenlinienbild auf dem Hintergrundlayer Topographische Karte.
2. 1 2  Länge nach dem Layer Gewässernetz (AWGN).
3. 1 2  Einzugsgebiet aufsummiert aus den Teileinzugsgebieten nach dem Layer Basiseinzugsgebiet (AWGN).
4. 1 2 3  Der Hintergrundlayer Topographische Karte und die Layer Gewässernetz (AWGN) und Gewässername nennen den Bach Hahnbach, offenbar eine „Korrektur“ des örtlich allein gebräuchlichen Namens Hambach. Vgl. auch den Namen der Hambacher Mühle. Eine Wanderempfehlung der Gemeinde auf der Gemeindewebsite nennt den Bach ganz selbstverständlich auch in der assimilierenden Namensform.
5. ↑  Fläche abgemessen.
6. ↑  Seefläche nach dem Layer Stehende Gewässer.
7. ↑  Einzugsgebiet abgemessen auf dem Hintergrundlayer Topographische Karte.
8. ↑  Höhe nach schwarzer Beschriftung auf dem Hintergrundlayer Topographische Karte.
9. 1 2  Höhe nach blauer Beschriftung auf dem Hintergrundlayer Topographische Karte.
10. ↑  Länge abgemessen auf dem Hintergrundlayer Topographische Karte.
11. ↑  Die Layer Layer Gewässernetz (AWGN) und Gewässername nennen den Zufluss Falschenklinge, es ist angesichts eines Waldes Falchen, eines Talnamens Falchenklinge und eines Falchenbrunnens im Tal, alle auf dem Hintergrundlayer Topographische Karte verzeichnet, offenbar eine etymologisierend irregehende Fehlschreibung.
12. 1 2  Einzugsgebiet nach dem Layer Basiseinzugsgebiet (AWGN).

### Andere Belege
1. ↑  Modellierte Werte nach  Abfluss-BW Gewässerknoten MQ/MNQ
2. ↑  Wolf-Dieter Sick: Geographische Landesaufnahme: Die naturräumlichen Einheiten auf Blatt 162 Rothenburg o. d. Tauber. Bundesanstalt für Landeskunde, Bad Godesberg 1962. → Online-Karte (PDF; 4,7 MB)
3. ↑  Hansjörg Dongus: Geographische Landesaufnahme: Die naturräumlichen Einheiten auf Blatt 171 Göppingen. Bundesanstalt für Landeskunde, Bad Godesberg 1961. → Online-Karte (PDF; 4,3 MB)
4. ↑  Bewohnerzahl Heilbergs nach der Darstellung des Teilortes auf der Gemeindewebsite.
5. ↑  Geologie nach den Layern zu Geologische Karte 1:50.000 auf: Mapserver des Landesamtes für Geologie, Rohstoffe und Bergbau (LGRB) (Hinweise)